# Saison 2012-2013 du FC Metz
Maillots
Dernière mise à jour : 21 septembre 2013.
Chronologie
Saison précédente Saison suivante
Le FC Metz descend pour la première fois de son histoire en National, pour la saison 2012-2013.
En effet, le club à la Croix de Lorraine a fini à la 18e place du championnat de Ligue 2 lors de la saison 2011-2012, avec 42 points, à 3 points du Mans, avec seulement 10 victoires au compteur, pour 12 matchs nuls et 16 défaites.
La saison précédente étant catastrophique à tous les niveaux, tant sur le plan collectif, que sur le plan offensif (30 buts marqués en 38 matchs, soit la 2e plus mauvaise attaque de Ligue 2).
La nouvelle saison a été annoncée par le président Bernard Serin comme une saison "chantier", pour reconstruire l'équipe, afin de retrouver les sommets.

## Historique
Avec son statut professionnel en danger, le FC Metz se voit obligé de se restructurer. Patrick Razurel et Joël Muller, figures dirigeantes du club, abandonnent leur poste. Bernard Serin confirme Dominique D'Onofrio au poste de directeur sportif et le club fait appel à un nouveau staff technique. Ainsi, le 4 juin 2012, Albert Cartier est rappelé par le FC Metz pour reprendre les rênes de l'équipe. Le FC Metz enregistre également le retour de Grégory Proment, en provenance de Caen, capitaine emblématique du club.
Donnés favoris du championnat National, au début de la saison, les Grenats, à la recherche d'une nouvelle équipe, ne démériteront pas et finiront deuxièmes du championnat, derrière l'US Créteil-Lusitanos.
Malgré cela, tout ne fut pas facile. Dans ce nouveau championnat, les Grenats faisaient office d'équipe à battre. Ils commencent sur les chapeaux de roue : 6 victoires en six matchs, 10 matchs sans défaites sur les dix premiers matchs. Mais face à Carquefou, les Grenats coincent et sont battus sur le score sans appel de 4 buts à 1. 
Les journées qui suivirent offrirent des prestations correctes, mais pas au niveau attendu. Face à Rouen, le club coince à nouveau, et est défait 1 à 0.
L'hiver approche, et comme à son habitude le club commence à montrer beaucoup de failles : la première défaite de la saison à Saint-Symphorien, leur antre, où ils sont généralement imprenables : elle a lieu contre Orléans sur le score de 4 à 2.
Lors du mercato, l'arrivée au club de Bruno Cirillo, défenseur d'expérience, de nationalité italienne, fait beaucoup de bien à la défense, jusque-là très fébrile. Mais jusqu'à la fin de l'hiver, les Grenats alternent entre victoires écrasantes à domicile, et défaites ou matchs nuls à l'extérieur.
L'hiver finit, les Grenats repartent, et accrochent leur promotion lors de la 35e journée face au CA Bastia, à domicile sur un score nul (1-1). Assurés de monter, les Grenats sont défaits lors des deux dernières journées, à domicile contre Cherbourg, devant 18 545 spectateurs (record en National) sur le score de 3 buts à 1, puis contre Boulogne (1-0).
L'équipe montre de belles choses en coupe : en coupe de France, le FC Metz a justifié son statut en se qualifiant en cinq tours pour le tour principal. Il s'est incliné face à l'OGC Nice (3-2 a.p.), malgré un beau match, avec un magnifique but signé Yeni N'Gbakoto d'une aile de pigeon. Nice fut éliminé au tour suivant par l'AS Nancy-Lorraine. En coupe de la Ligue, les grenats éliminent durant les deux premiers tours deux équipes de Ligue 2 (Sedan et Tours) avant de tomber contre Bastia, pensionnaire de Ligue 1. Bastia fut éliminée par le LOSC en quart-de-finale.
Diafra Sakho, issu du centre de formation, termine deuxième du classement des buteurs avec 19 réalisations faisant de lui le meilleur buteur grenat. Il forme les espoirs du FC Metz pour la saison suivante avec Yeni N'Gbakoto, Gaëtan Bussmann, Romain Métanire, Bouna Sarr,Thibaut Bourgeois formés au club ainsi que Ahmed Kashi, Kevin Lejeune, Guido Milan et le gardien Johann Carrasso. Grégory Proment prend quant à lui sa retraite à 34 ans et n'accompagnera pas les Messins à l'étage supérieur.

## Avant-saison

### Objectif du club
Lors de la saison 2011-2012, le FC Metz est descendu pour la première fois de son histoire dans le championnat National.
Les aléas financiers impose une remontée immédiate à la fin de la saison 2012-2013, le contraire risquerait le dépôt de bilan pour le club de Bernard Serin.
L'objectif prioritaire est de remonter en Ligue 2 au terme de la saison.
On peut distinguer deux autres objectifs secondaires :
- Construire une équipe d'avenir, en profitant de la troisième division et de son niveau inférieur à celui dont étaient habitués les Grenats
- Progresser en coupes

### Matchs amicaux
| Date                     | Lieu                    | Adversaire        | Score |
| ------------------------ | ----------------------- | ----------------- | ----- |
| Dimanche 24 juin 2012    | Magny                   | RS Magny          | 3-1   |
| Mercredi 4 juillet 2012  | Rombas                  | CS Fola Esch      | 1-1   |
| Dimanche 8 juillet 2012  | Metz - Saint-Symphorien | Libye Olympique   | 1-0   |
| Mercredi 11 juillet 2012 | Chooz                   | CS Sedan-Ardennes | 1-0   |
| Samedi 14 juillet 2012   | Vagney                  | SA Spinalien      | 2-1   |
| Mercredi 18 juillet 2012 | Bascharage              | UN Käerjéng 97    | 2-0   |
| Samedi 21 juillet 2012   | Abbé-Deschamps          | AJ Auxerre        | 0-1   |
| Jeudi 26 juillet 2012    | Metz - Saint-Symphorien | FSV Mainz 05      | 0-0   |

### Sponsors / Partenaires
Pour la deuxième année consécutive, le FC Metz travaille aux côtés de Nike, son équipementier. Les autres sponsors sont nouveaux.
- Nike : Équipementier principal
- Volvo Theobald Trucks : Sponsor maillot principal
- Les matériaux CMPM : Sponsor maillot secondaire
- Bigben Interactive
- Leclerc Moselle
- Tree Top
- Le Républicain lorrain
- Conseil Général de la Moselle
- La Région Lorraine

## Palmarès
- A = Vice-champions d'Automne du National
- A = Vice-champions du National
- B = Relégués de CFA
- U17 = Vainqueurs du Groupe B du Championnat National U17 de France et qualification pour le "Tour Final"

## Transferts
De nombreux transferts ont été effectués durant cet été 2012. Le club étant relégué, la majorité de l'effectif quitte le club, la plupart du temps libre, car les joueurs résilient leurs contrats, et le club doit recruter pour pouvoir encadrer les jeunes du centre de formation. Grégory Proment, notamment, ancien du club, rejoint les rangs, avec Kevin Lejeune et Ahmed Kashi. Dans le sens inverse, trois joueurs ont été vendus : Mathieu Duhamel pour 800,000 euros, Kalidou Koulibaly pour 1,3 million d'euros, et Sadio Mané, pour la somme record de 4 millions d'euros (troisième transfert de l'histoire du FC Metz).
| Été                  |               |                               |                                    |
| Nom                  | Nationalité   | Provenance/Destination        | Division                           |
| Arrivées             |               |                               |                                    |
| Grégory Proment      | France        | Stade Malherbe Caen           | Ligue 1                            |
| Guido Milán          | Argentine     | Club Atlanta                  | Primera B                          |
| Nicolás Cherro       | Argentine     | Club Atlanta                  | Primera B                          |
| Albert Baning        | Cameroun      | Maccabi Tel-Aviv              | Ligat Toto                         |
| Kevin Lejeune        | France        | Tours FC                      | Ligue 2                            |
| Romain Inez          | France        | La Berrichonne de Châteauroux | Ligue 2                            |
| Moussa Gueye         | Sénégal       | Charleroi SC                  | Belgacom League                    |
| Ahmed Kashi          | France        | La Berrichonne de Châteauroux | Ligue 2                            |
| Jérémy Quemener      | France        | Paris SG                      | Ligue 1                            |
| Retours de prêt      |               |                               |                                    |
| Gaëtan Bussmann      | France        | SAS Épinal                    | National                           |
| Olivier Cassan       | France        | FC Martigues                  | National                           |
| Thibaut Bourgeois    | France        | FC Martigues                  | National                           |
| Diafra Sakho         | Sénégal       | USBCO Boulogne                | Ligue 2                            |
| Prêts                |               |                               |                                    |
| Johann Carrasso      | France        | Stade rennais                 | Ligue 1                            |
| Ali Bamba            | Côte d'Ivoire | Le Mans FC                    | Ligue 2                            |
| Staff                |               |                               |                                    |
| Albert Cartier       | France        | Libre                         | Aucune                             |
| José Jeunechamps     | Belgique      | Libre                         | Aucune                             |
| Christophe Marichez  | France        | FC Metz                       | Ligue 2                            |
| Départs              |               |                               |                                    |
| Sadio Mané           | Sénégal       | Red Bull Salzbourg (4 M€)     | Österreichische Fußball-Bundesliga |
| Mathieu Duhamel      | France        | Stade Malherbe Caen (800 k€)  | Ligue 2                            |
| Kalidou Koulibaly    | France        | KRC Genk (1,3 M€)             | Jupiler Pro League                 |
| Fins de Contrat      |               |                               |                                    |
| Stéphane Besle       | France        | FC Saint-Gall                 | Raiffeisen Super League            |
| Oumar N’Diaye        | Mauritanie    | Libre                         | Aucune                             |
| Vedran Vinko         | Slovénie      | Libre                         | Aucune                             |
| Oumar Sissoko        | Mali          | AC Ajaccio                    | Ligue 1                            |
| Hamadi Ayari         | Tunisie       | Libre                         | Aucune                             |
| Joris Delle          | France        | OGC Nice                      | Ligue 1                            |
| David Fleurival      | France        | SC Beira-Mar                  | Liga ZON Sagres                    |
| Siegfried Aissi Kede | Cameroun      | Libre                         | Aucune                             |
| Gautier Bernardelli  | France        | Libre                         | Aucune                             |
| Reda Fawzi           | France        | AS Yzeure                     | CFA - Groupe B                     |
| Kwame N'Sor          | Ghana         | 1. FC Kaiserslautern          | 2. Bundesliga                      |
| Yohan Betsch         | France        | Stade Lavallois               | Ligue 2                            |
| Oumar Pouye          | Sénégal       | Amiens SC                     | National                           |
| Alexander Odegaard   | Norvège       | Libre                         | Aucune                             |
| Pierre Bouby         | France        | Nîmes Olympique               | Ligue 2                            |
| Thierry Steimetz     | France        | F91 Dudelange                 | Division Nationale                 |
| Bruce Abdoulaye      | Congo         | FK Inter Bakou                | Unibank Premyer Liqası             |
| Adama Tamboura       | Mali          | Randers FC                    | SAS Ligaen                         |
| Teddy Kayombo        | Belgique      | FC Tours                      | Ligue 2                            |
| Ludovic Guerriero    | France        | La Berrichonne de Châteauroux | Ligue 2                            |
| Retours de prêt      |               |                               |                                    |
| Kévin Diaz           | France        | AS Monaco                     | Ligue 1                            |
| Mahamane Traoré      | Mali          | OGC Nice                      | Ligue 1                            |
| Andy Delort          | France        | AC Ajaccio                    | Ligue 1                            |
| Retraite             |               |                               |                                    |
| Christophe Marichez  | France        |                               |                                    |
| Staff                |               |                               |                                    |
| Dominique Bijotat    | France        | Libre                         | Aucune                             |
| Patrick Hesse        | France        | Libre                         | Aucune                             |
| Jean-Pascal Singla   | France        | Libre                         | Aucune                             |

| Hiver          |             |                            |                    |
| Nom            | Nationalité | Provenance/Destination     | Division           |
| Arrivées       |             |                            |                    |
| Bruno Cirillo  | Italie      | Libre                      | Aucune             |
| Adam Swandi    | Singapour   | Singapour U-16             | Aucune             |
| Départs        |             |                            |                    |
| Mamadou Wagué  | France      | Debrecen VSC               | OTP Bank Liga      |
| Nicolás Cherro | Argentine   | Club Sportivo Desamparados | Torneo Argentino C |

## Statistiques de l'effectif
| Joueur             | Championnat | Championnat | Championnat | Championnat | Championnat  | Coupe de France | Coupe de France | Coupe de France | Coupe de France | Coupe de France | Coupe de la Ligue | Coupe de la Ligue | Coupe de la Ligue | Coupe de la Ligue | Coupe de la Ligue | Total | Total       | Total       | Total  | Total        |
| Joueur             | M           | But inscrit | Carton bleu | Averti      | Carton rouge | M               | But inscrit     | Carton bleu     | Averti          | Carton rouge    | M                 | But inscrit       | Carton bleu       | Averti            | Carton rouge      | M     | But inscrit | Carton bleu | Averti | Carton rouge |
| ------------------ | ----------- | ----------- | ----------- | ----------- | ------------ | --------------- | --------------- | --------------- | --------------- | --------------- | ----------------- | ----------------- | ----------------- | ----------------- | ----------------- | ----- | ----------- | ----------- | ------ | ------------ |
| Johann Carrasso    | 23          | 0           | 0           | 0           | 0            | 5               | 0               | 0               | 0               | 0               | 1                 | 0                 | 0                 | 0                 | 0                 | 29    | 0           | 0           | 0      | 0            |
| Anthony M'Fa Mezui | 16          | 0           | 0           | 0           | 0            | 0               | 0               | 0               | 0               | 0               | 2                 | 0                 | 0                 | 0                 | 0                 | 18    | 0           | 0           | 0      | 0            |
| Guillaume Cappa    | 0           | 0           | 0           | 0           | 0            | 0               | 0               | 0               | 0               | 0               | 0                 | 0                 | 0                 | 0                 | 0                 | 0     | 0           | 0           | 0      | 0            |
| Romain Inez        | 28          | 0           | 0           | 6           | 1            | 3               | 0               | 0               | 1               | 0               | 2                 | 0                 | 0                 | 0                 | 0                 | 33    | 0           | 0           | 7      | 1            |
| Bruno Cirillo      | 15          | 0           | 0           | 3           | 0            | 0               | 0               | 0               | 0               | 0               | 0                 | 0                 | 0                 | 0                 | 0                 | 15    | 0           | 0           | 3      | 0            |
| Guido Milán        | 28          | 0           | 0           | 6           | 0            | 5               | 0               | 0               | 2               | 0               | 2                 | 0                 | 0                 | 1                 | 0                 | 35    | 0           | 0           | 9      | 0            |
| Erwan Martin       | 0           | 0           | 0           | 0           | 0            | 0               | 0               | 0               | 0               | 0               | 0                 | 0                 | 0                 | 0                 | 0                 | 0     | 0           | 0           | 0      | 0            |
| Ali Bamba          | 9           | 0           | 0           | 1           | 0            | 4               | 0               | 0               | 2               | 0               | 1                 | 0                 | 0                 | 0                 | 1                 | 14    | 0           | 0           | 3      | 1            |
| Romain Métanire    | 36          | 0           | 3           | 5           | 0            | 4               | 0               | 0               | 0               | 0               | 3                 | 0                 | 0                 | 1                 | 0                 | 43    | 0           | 3           | 6      | 0            |
| Michel Lê          | 4           | 0           | 0           | 1           | 0            | 0               | 0               | 0               | 0               | 0               | 1                 | 0                 | 0                 | 0                 | 0                 | 5     | 0           | 0           | 1      | 0            |
| Yohan Croizet      | 0           | 0           | 0           | 0           | 0            | 0               | 0               | 0               | 0               | 0               | 1                 | 0                 | 0                 | 0                 | 0                 | 1     | 0           | 0           | 0      | 0            |
| Gaëtan Bussmann    | 35          | 4           | 1           | 5           | 1            | 4               | 0               | 0               | 1               | 0               | 3                 | 2                 | 0                 | 0                 | 0                 | 42    | 6           | 1           | 6      | 1            |
| Chris Philipps     | 1           | 0           | 0           | 0           | 0            | 0               | 0               | 0               | 0               | 0               | 0                 | 0                 | 0                 | 0                 | 0                 | 1     | 0           | 0           | 0      | 0            |
| Abdallah N'Dour    | 0           | 0           | 0           | 0           | 0            | 0               | 0               | 0               | 0               | 0               | 0                 | 0                 | 0                 | 0                 | 0                 | 0     | 0           | 0           | 0      | 0            |
| Mamadou Wagué      | 2           | 0           | 0           | 1           | 1            | 0               | 0               | 0               | 0               | 0               | 1                 | 0                 | 0                 | 0                 | 0                 | 3     | 0           | 0           | 1      | 1            |
| Nicolás Cherro     | 0           | 0           | 0           | 0           | 0            | 2               | 0               | 0               | 1               | 0               | 0                 | 0                 | 0                 | 0                 | 0                 | 2     | 0           | 0           | 1      | 0            |
| Albert Baning      | 15          | 0           | 0           | 4           | 0            | 0               | 0               | 0               | 0               | 0               | 0                 | 0                 | 0                 | 0                 | 0                 | 15    | 0           | 0           | 4      | 0            |
| Bouna Sarr         | 27          | 3           | 6           | 1           | 0            | 4               | 0               | 0               | 0               | 0               | 3                 | 0                 | 0                 | 0                 | 0                 | 34    | 3           | 6           | 1      | 0            |
| Grégory Proment    | 33          | 3           | 0           | 6           | 0            | 4               | 0               | 0               | 0               | 1               | 2                 | 0                 | 0                 | 1                 | 0                 | 39    | 3           | 0           | 7      | 1            |
| Olivier Cassan     | 1           | 0           | 0           | 0           | 0            | 0               | 0               | 0               | 0               | 0               | 0                 | 0                 | 0                 | 0                 | 0                 | 1     | 0           | 0           | 0      | 0            |
| Samy Kehli         | 10          | 2           | 0           | 0           | 0            | 2               | 1               | 0               | 0               | 0               | 3                 | 0                 | 0                 | 0                 | 0                 | 15    | 0           | 0           | 0      | 0            |
| Ahmed Kashi        | 25          | 0           | 0           | 7           | 0            | 4               | 0               | 0               | 0               | 0               | 1                 | 0                 | 0                 | 0                 | 0                 | 30    | 0           | 0           | 7      | 0            |
| Kevin Lejeune      | 31          | 1           | 2           | 5           | 0            | 4               | 1               | 1               | 0               | 0               | 2                 | 0                 | 1                 | 0                 | 0                 | 37    | 2           | 4           | 5      | 0            |
| Yeni N'Gbakoto     | 38          | 11          | 3           | 3           | 0            | 5               | 3               | 2               | 1               | 0               | 3                 | 1                 | 0                 | 1                 | 0                 | 46    | 15          | 5           | 5      | 0            |
| Mayoro N'Doye Baye | 27          | 1           | 2           | 5           | 1            | 5               | 0               | 0               | 0               | 0               | 2                 | 0                 | 0                 | 0                 | 0                 | 34    | 1           | 2           | 5      | 1            |
| Sadio Mané         | 3           | 1           | 1           | 0           | 0            | 0               | 0               | 0               | 0               | 0               | 1                 | 0                 | 0                 | 0                 | 0                 | 4     | 1           | 1           | 0      | 0            |
| Alhassane Keita    | 23          | 7           | 2           | 2           | 0            | 2               | 4               | 1               | 0               | 0               | 2                 | 0                 | 0                 | 0                 | 0                 | 27    | 11          | 3           | 2      | 0            |
| Thibaut Bourgeois  | 24          | 5           | 3           | 1           | 0            | 1               | 1               | 0               | 0               | 0               | 1                 | 0                 | 0                 | 0                 | 0                 | 26    | 6           | 3           | 1      | 0            |
| Moussa Gueye       | 15          | 4           | 1           | 4           | 0            | 2               | 0               | 0               | 0               | 0               | 1                 | 0                 | 0                 | 0                 | 0                 | 18    | 0           | 0           | 0      | 0            |
| Diafra Sakho       | 33          | 19          | 8           | 6           | 0            | 3               | 3               | 2               | 1               | 1               | 3                 | 1                 | 0                 | 1                 | 0                 | 39    | 23          | 10          | 8      | 1            |
| Maxwell Cornet     | 8           | 1           | 0           | 1           | 0            | 4               | 2               | 0               | 1               | 0               | 0                 | 0                 | 0                 | 0                 | 0                 | 12    | 3           | 0           | 1      | 0            |

## Saison

### Championnat
Donnés favoris du championnat National, au début de la saison, les grenats, à la recherche d'une nouvelle équipe, ne démériteront pas et finiront deuxièmes du championnat, derrière l'US Créteil-Lusitanos.
Malgré cela, tout ne fut pas facile. Dans ce nouveau championnat, les Grenats faisaient office d'équipe à battre. Ils commencent sur les chapeaux de roue : 6 victoires en six matchs, 10 matchs sans défaites sur les dix premiers matchs. Mais face à Carquefou, les Grenats coincent et sont battus sur le score sans appel de 4 buts à 1. 
Les journées qui suivirent offrirent des prestations correctes, mais pas au niveau attendu. Face à Rouen, le club coince à nouveau, et est défait 1 à 0.
L'hiver approche, et comme à son habitude le club commence à montrer beaucoup de failles : la première défaite de la saison à Saint-Symphorien, leur antre, où ils sont généralement imprenables : elle a lieu contre Orléans sur le score de 4 à 2.
Lors du mercato, l'arrivée au club de Bruno Cirillo, défenseur d'expérience, de nationalité italienne, fait beaucoup de bien à la défense, jusque là très fébrile. Mais jusqu'à la fin de l'hiver, les Grenats alternent entre victoires écrasantes à domicile, et défaites ou matchs nuls à l'extérieur.
L'hiver finit, les Grenats repartent, et accrochent leur promotion lors de la 35e journée face au CA Bastia, à domicile sur un score nul (1-1). Assurés de monter, les Grenats sont défaits lors des deux dernières journées, à domicile contre Cherbourg, devant 18545 spectateurs (record en National) sur le score de 3 buts à 1, puis contre Boulogne (1-0).

#### Classement final
| Rang | Équipe               | Pts | J  | G  | N  | P  | Bp | Bc | Diff |
| ---- | -------------------- | --- | -- | -- | -- | -- | -- | -- | ---- |
| 1    | US Créteil-Lusitanos | 76  | 38 | 23 | 7  | 8  | 68 | 44 | +24  |
| 2    | FC Metz              | 70  | 38 | 20 | 10 | 8  | 62 | 37 | +25  |
| 3    | CA Bastia            | 61  | 38 | 18 | 7  | 13 | 56 | 51 | +5   |
| 4    | ÉFC Fréjus SR        | 60  | 38 | 16 | 12 | 10 | 52 | 43 | +9   |
| 5    | FC Rouen             | 59  | 38 | 18 | 8  | 12 | 50 | 37 | +13  |
| 6    | Le Poiré/Vie VF      | 57  | 38 | 15 | 12 | 11 | 47 | 35 | +12  |
| 7    | USJA Carquefou       | 57  | 38 | 15 | 12 | 11 | 53 | 35 | +18  |
| 8    | US Orléans LF        | 57  | 38 | 16 | 9  | 13 | 43 | 40 | +3   |
| 9    | Amiens SC            | 54  | 38 | 14 | 12 | 12 | 48 | 38 | +10  |
| 10   | Vannes OC            | 51  | 38 | 12 | 15 | 11 | 45 | 34 | +11  |
| 11   | SR Colmar            | 50  | 38 | 13 | 11 | 14 | 43 | 45 | -2   |
| 12   | Luzenac AP           | 48  | 38 | 12 | 12 | 14 | 43 | 47 | -4   |
| 13   | USBCO Boulogne       | 47  | 38 | 11 | 14 | 13 | 46 | 44 | +2   |
| 14   | Red Star FC          | 46  | 38 | 11 | 13 | 14 | 34 | 45 | -11  |
| 15   | FC Bourg-Péronnas    | 45  | 38 | 12 | 9  | 17 | 28 | 40 | -12  |
| 16   | ES Uzès Pont du Gard | 43  | 38 | 10 | 13 | 15 | 31 | 47 | -16  |
| 17   | Paris FC             | 40  | 38 | 8  | 16 | 14 | 38 | 56 | -18  |
| 18   | SA Spinalien         | 39  | 38 | 8  | 15 | 15 | 45 | 56 | -11  |
| 19   | AS Cherbourg         | 39  | 38 | 9  | 12 | 17 | 41 | 59 | -18  |
| 20   | US Quevilly          | 23  | 38 | 4  | 11 | 23 | 34 | 74 | -40  |

Légende
  Clubs promus
 Clubs relégués

#### Les matchs
| 1re journée       | FC Metz                                 | 2 - 1   | USBCO Boulogne   |                                                                            |                                                                            |
| 3 août 2012 20h30 | Yeni N'Gbakoto 8e · Alhassane Keita 29e | (2 - 1) | Alexis Allart 2e | Stade Saint-Symphorien, Metz Spectateurs : 5 600 Arbitrage : Mickaël Leleu | Stade Saint-Symphorien, Metz Spectateurs : 5 600 Arbitrage : Mickaël Leleu |
| 3 août 2012 20h30 | (rapport)                               |         |                  | Stade Saint-Symphorien, Metz Spectateurs : 5 600 Arbitrage : Mickaël Leleu | Stade Saint-Symphorien, Metz Spectateurs : 5 600 Arbitrage : Mickaël Leleu |

| 2e journée         | Vannes OC            | 1 - 2   | FC Metz                                      |                                                                           |                                                                           |
| 11 août 2012 20h00 | Mohamed Youssouf 57e | (0 - 0) | Yeni N'Gbakoto 76e · Diafra Sakho 79e (pen.) | Stade de la Rabine, Vannes Spectateurs : 1 600 Arbitrage : Emmanuel Esneu | Stade de la Rabine, Vannes Spectateurs : 1 600 Arbitrage : Emmanuel Esneu |
| 11 août 2012 20h00 | (rapport)            |         |                                              | Stade de la Rabine, Vannes Spectateurs : 1 600 Arbitrage : Emmanuel Esneu | Stade de la Rabine, Vannes Spectateurs : 1 600 Arbitrage : Emmanuel Esneu |

| 3e journée         | FC Metz                           | 2 - 0   | Le Poiré/Vie VF |                                                                             |                                                                             |
| 17 août 2012 20h30 | Diafra Sakho 29e · Samy Kehli 81e | (1 - 0) |                 | Stade Saint-Symphorien, Metz Spectateurs : 6 657 Arbitrage : Dimitri Kristo | Stade Saint-Symphorien, Metz Spectateurs : 6 657 Arbitrage : Dimitri Kristo |
| 17 août 2012 20h30 | (rapport)                         |         |                 | Stade Saint-Symphorien, Metz Spectateurs : 6 657 Arbitrage : Dimitri Kristo | Stade Saint-Symphorien, Metz Spectateurs : 6 657 Arbitrage : Dimitri Kristo |

| 4e journée         | FC Metz        | 1 - 0   | Luzenac AP |                                                                           |                                                                           |
| 24 août 2012 20h30 | Sadio Mané 46e | (0 - 0) |            | Stade Saint-Symphorien, Metz Spectateurs : 7 154 Arbitrage : Stéphane Bar | Stade Saint-Symphorien, Metz Spectateurs : 7 154 Arbitrage : Stéphane Bar |
| 24 août 2012 20h30 | (rapport)      |         |            | Stade Saint-Symphorien, Metz Spectateurs : 7 154 Arbitrage : Stéphane Bar | Stade Saint-Symphorien, Metz Spectateurs : 7 154 Arbitrage : Stéphane Bar |

| 5e journée         | US Quevilly                                         | 3 - 6   | FC Metz |                                                                            |                                                                            |
| 31 août 2012 19h00 | Abdel Ouahbi 37e 65e (pen.) · Oussoumane Fofana 61e | (1 - 3) | Diafra Sakho 11e · Alhassane Keita 16e 71e · Yeni N'Gbakoto 43e 48e · Mayoro N'Doye Baye 83e · Gaëtan Bussmann 88e | Stade Robert-Diochon, Rouen Spectateurs : 1 500 Arbitrage : Hamid Guenaoui | Stade Robert-Diochon, Rouen Spectateurs : 1 500 Arbitrage : Hamid Guenaoui |
| 31 août 2012 19h00 | (rapport)                                           |         | | Stade Robert-Diochon, Rouen Spectateurs : 1 500 Arbitrage : Hamid Guenaoui | Stade Robert-Diochon, Rouen Spectateurs : 1 500 Arbitrage : Hamid Guenaoui |

| 6e journée             | FC Metz                                                | 3 - 1   | US Créteil-Lusitanos |                                                                                |                                                                                |
| 7 septembre 2012 20h30 | Alhassane Keita 2e · Moussa Gueye 40e · Bouna Sarr 54e | (2 - 1) | Bagaliy Dabo 45e     | Stade Saint-Symphorien, Metz Spectateurs : 9 757 Arbitrage : Cedric Dos Santos | Stade Saint-Symphorien, Metz Spectateurs : 9 757 Arbitrage : Cedric Dos Santos |
| 7 septembre 2012 20h30 | (rapport)                                              |         |                      | Stade Saint-Symphorien, Metz Spectateurs : 9 757 Arbitrage : Cedric Dos Santos | Stade Saint-Symphorien, Metz Spectateurs : 9 757 Arbitrage : Cedric Dos Santos |

| 7e journée              | ES Uzès Pont du Gard         | 1 - 1   | FC Metz          |                                                                  |                                                                  |
| 14 septembre 2012 20h00 | Samir Ben Meziane 83e (pen.) | (0 - 0) | Diafra Sakho 79e | Stade Pautex, Uzès Spectateurs : 600 Arbitrage : Nicolas Pezzoli | Stade Pautex, Uzès Spectateurs : 600 Arbitrage : Nicolas Pezzoli |
| 14 septembre 2012 20h00 | (rapport)                    |         |                  | Stade Pautex, Uzès Spectateurs : 600 Arbitrage : Nicolas Pezzoli | Stade Pautex, Uzès Spectateurs : 600 Arbitrage : Nicolas Pezzoli |

| 8e journée              | FC Metz                              | 2 - 0   | SA Spinalien      |                                                                                |                                                                                |
| 18 septembre 2012 20h30 | Grégory Proment 38e · Samy Kehli 88e | (1 - 0) | Badis Lebbihi 45e | Stade Saint-Symphorien, Metz Spectateurs : 9 213 Arbitrage : Hakim Ben El Hadj | Stade Saint-Symphorien, Metz Spectateurs : 9 213 Arbitrage : Hakim Ben El Hadj |
| 18 septembre 2012 20h30 | (rapport)                            |         |                   | Stade Saint-Symphorien, Metz Spectateurs : 9 213 Arbitrage : Hakim Ben El Hadj | Stade Saint-Symphorien, Metz Spectateurs : 9 213 Arbitrage : Hakim Ben El Hadj |

| 9e journée              | ÉFC Fréjus SR        | 1 - 1   | FC Metz                                                       |                                                                     |                                                                     |
| 22 septembre 2012 19h00 | Raphaël Delvigne 36e | (1 - 1) | Yeni N'Gbakoto 30e · Mayoro N'Doye Baye 84e · Romain Inez 87e | Stade Pourcin, Fréjus Spectateurs : 2 300 Arbitrage : Luigi Agnolin | Stade Pourcin, Fréjus Spectateurs : 2 300 Arbitrage : Luigi Agnolin |
| 22 septembre 2012 19h00 | (rapport)            |         |                                                               | Stade Pourcin, Fréjus Spectateurs : 2 300 Arbitrage : Luigi Agnolin | Stade Pourcin, Fréjus Spectateurs : 2 300 Arbitrage : Luigi Agnolin |

| 10e journée             | FC Metz                                     | 3 - 1   | Amiens SC              |                                                                             |                                                                             |
| 28 septembre 2012 20h30 | Diafra Sakho 2e 90e (pen.) · Bouna Sarr 10e | (2 - 0) | Oumar Pouye 80e (pen.) | Stade Saint-Symphorien, Metz Spectateurs : 6 990 Arbitrage : Emmanuel Esneu | Stade Saint-Symphorien, Metz Spectateurs : 6 990 Arbitrage : Emmanuel Esneu |
| 28 septembre 2012 20h30 | (rapport)                                   |         |                        | Stade Saint-Symphorien, Metz Spectateurs : 6 990 Arbitrage : Emmanuel Esneu | Stade Saint-Symphorien, Metz Spectateurs : 6 990 Arbitrage : Emmanuel Esneu |

| 11e journée          | USJA Carquefou                                                              | 4 - 1   | FC Metz                                     |                                                                                  |                                                                                  |
| 5 octobre 2012 20h00 | Christian Bekamenga 17e (pen.) 90e · Romain Thomas 60e · Florian Martin 72e | (1 - 1) | Mamadou Wagué 16e · Diafra Sakho 30e (pen.) | Stade du Moulin Boisseau, Carquefou Spectateurs : 1 773 Arbitrage : Stephane Bar | Stade du Moulin Boisseau, Carquefou Spectateurs : 1 773 Arbitrage : Stephane Bar |
| 5 octobre 2012 20h00 | (rapport)                                                                   |         |                                             | Stade du Moulin Boisseau, Carquefou Spectateurs : 1 773 Arbitrage : Stephane Bar | Stade du Moulin Boisseau, Carquefou Spectateurs : 1 773 Arbitrage : Stephane Bar |

| 12e journée           | FC Metz                                | 2 - 0   | FC Bourg-Péronnas |                                                                               |                                                                               |
| 20 octobre 2012 19h00 | Grégory Proment 56e · Diafra Sakho 62e | (0 - 0) |                   | Stade Saint-Symphorien, Metz Spectateurs : 7 447 Arbitrage : Franck Schneider | Stade Saint-Symphorien, Metz Spectateurs : 7 447 Arbitrage : Franck Schneider |
| 20 octobre 2012 19h00 | (rapport)                              |         |                   | Stade Saint-Symphorien, Metz Spectateurs : 7 447 Arbitrage : Franck Schneider | Stade Saint-Symphorien, Metz Spectateurs : 7 447 Arbitrage : Franck Schneider |

| 13e journée           | SR Colmar         | 0 - 0   | FC Metz |                                                                       |                                                                       |
| 2 novembre 2012 20h00 | Jude Varsovie 87e | (0 - 0) |         | Colmar Stadium, Colmar Spectateurs : 2 500 Arbitrage : Dimitri Kristo | Colmar Stadium, Colmar Spectateurs : 2 500 Arbitrage : Dimitri Kristo |
| 2 novembre 2012 20h00 | (rapport)         |         |         | Colmar Stadium, Colmar Spectateurs : 2 500 Arbitrage : Dimitri Kristo | Colmar Stadium, Colmar Spectateurs : 2 500 Arbitrage : Dimitri Kristo |

| 14e journée            | FC Metz             | 1 - 1   | Red Star FC      |                                                                             |                                                                             |
| 10 novembre 2012 19h00 | Gaëtan Bussmann 55e | (0 - 0) | Alexis Lafon 46e | Stade Saint-Symphorien, Metz Spectateurs : 7 538 Arbitrage : Hamid Guenaoui | Stade Saint-Symphorien, Metz Spectateurs : 7 538 Arbitrage : Hamid Guenaoui |
| 10 novembre 2012 19h00 | (rapport)           |         |                  | Stade Saint-Symphorien, Metz Spectateurs : 7 538 Arbitrage : Hamid Guenaoui | Stade Saint-Symphorien, Metz Spectateurs : 7 538 Arbitrage : Hamid Guenaoui |

| 15e journée            | FC Rouen          | 1 - 0   | FC Metz |                                                                           |                                                                           |
| 23 novembre 2012 20h00 | Julien Jahier 59e | (0 - 0) |         | Stade Robert-Diochon, Rouen Spectateurs : 3 421 Arbitrage : David Mezouar | Stade Robert-Diochon, Rouen Spectateurs : 3 421 Arbitrage : David Mezouar |
| 23 novembre 2012 20h00 | (rapport)         |         |         | Stade Robert-Diochon, Rouen Spectateurs : 3 421 Arbitrage : David Mezouar | Stade Robert-Diochon, Rouen Spectateurs : 3 421 Arbitrage : David Mezouar |

| 16e journée            | FC Metz                                                              | 3 - 0   | Paris FC |                                                                            |                                                                            |
| 30 novembre 2012 20h30 | Gaëtan Bussmann 39e · Yeni N'Gbakoto 51e (pen.) · Maxwell Cornet 68e | (1 - 0) |          | Stade Saint-Symphorien, Metz Spectateurs : 6 817 Arbitrage : Mickael Leleu | Stade Saint-Symphorien, Metz Spectateurs : 6 817 Arbitrage : Mickael Leleu |
| 30 novembre 2012 20h30 | (rapport)                                                            |         |          | Stade Saint-Symphorien, Metz Spectateurs : 6 817 Arbitrage : Mickael Leleu | Stade Saint-Symphorien, Metz Spectateurs : 6 817 Arbitrage : Mickael Leleu |

| 17e journée          | CA Bastia                                 | 2 - 1   | FC Metz               |                                                                       |                                                                       |
| 9 janvier 2013 19h00 | Romain Pastorelli 8e · Vincent Le Mat 87e | (1 - 0) | Thibaut Bourgeois 76e | Stade Erbajolo, Bastia Spectateurs : 803 Arbitrage : Yohann Rouinsard | Stade Erbajolo, Bastia Spectateurs : 803 Arbitrage : Yohann Rouinsard |
| 9 janvier 2013 19h00 | (rapport)                                 |         |                       | Stade Erbajolo, Bastia Spectateurs : 803 Arbitrage : Yohann Rouinsard | Stade Erbajolo, Bastia Spectateurs : 803 Arbitrage : Yohann Rouinsard |

| 18e journée            | FC Metz                                  | 2 - 4   | US Orléans LF                                                                         |                                                                                 |                                                                                 |
| 21 décembre 2012 20h30 | Yeni N'Gbakoto 40e · Grégory Proment 63e | (1 - 1) | Maxime Brillault 27e · Emiliano Sala 65e · Nicolas Belvito 74e · Matthieu Ligoule 85e | Stade Saint-Symphorien, Metz Spectateurs : 10 153 Arbitrage : Sébastien Desiage | Stade Saint-Symphorien, Metz Spectateurs : 10 153 Arbitrage : Sébastien Desiage |
| 21 décembre 2012 20h30 | (rapport)                                |         |                                                                                       | Stade Saint-Symphorien, Metz Spectateurs : 10 153 Arbitrage : Sébastien Desiage | Stade Saint-Symphorien, Metz Spectateurs : 10 153 Arbitrage : Sébastien Desiage |

| 19e journée           | AS Cherbourg                   | 1 - 2   | FC Metz                               |                                                                                  |                                                                                  |
| 12 janvier 2013 19h00 | Sadio Sow 17e · Kevin Goba 34e | (1 - 2) | Gaëtan Bussmann 4e · Moussa Gueye 41e | Stade Maurice-Postaire, Cherbourg Spectateurs : 1 100 Arbitrage : Hamid Guenaoui | Stade Maurice-Postaire, Cherbourg Spectateurs : 1 100 Arbitrage : Hamid Guenaoui |
| 12 janvier 2013 19h00 | (rapport)                      |         |                                       | Stade Maurice-Postaire, Cherbourg Spectateurs : 1 100 Arbitrage : Hamid Guenaoui | Stade Maurice-Postaire, Cherbourg Spectateurs : 1 100 Arbitrage : Hamid Guenaoui |

| 20e journée           | FC Metz            | 1 - 1   | Vannes OC                                          |                                                                           |                                                                           |
| 18 janvier 2013 20h30 | Yeni N'Gbakoto 69e | (0 - 1) | Christophe Gaffory 39e · Jean-François Bédénik 90e | Stade Saint-Symphorien, Metz Spectateurs : 6 093 Arbitrage : Stéphane Bar | Stade Saint-Symphorien, Metz Spectateurs : 6 093 Arbitrage : Stéphane Bar |
| 18 janvier 2013 20h30 | (rapport)          |         |                                                    | Stade Saint-Symphorien, Metz Spectateurs : 6 093 Arbitrage : Stéphane Bar | Stade Saint-Symphorien, Metz Spectateurs : 6 093 Arbitrage : Stéphane Bar |

| 21e journée           | Le Poiré/Vie VF  | 1 - 1   | FC Metz          |                                                                                           |                                                                                           |
| 26 janvier 2013 18h00 | Kévin Lefaix 62e | (0 - 0) | Diafra Sakho 84e | Stade de l'Idonnière, Le Poiré-sur-Vie Spectateurs : 2 500 Arbitrage : Jérôme Miguelgorry | Stade de l'Idonnière, Le Poiré-sur-Vie Spectateurs : 2 500 Arbitrage : Jérôme Miguelgorry |
| 26 janvier 2013 18h00 | (rapport)        |         |                  | Stade de l'Idonnière, Le Poiré-sur-Vie Spectateurs : 2 500 Arbitrage : Jérôme Miguelgorry | Stade de l'Idonnière, Le Poiré-sur-Vie Spectateurs : 2 500 Arbitrage : Jérôme Miguelgorry |

| 22e journée          | Luzenac AP                             | 2 - 2   | FC Metz                                |                                                                           |                                                                           |
| 2 février 2013 19h00 | Tristan M'Bongo 12e · Issa Makalou 45e | (2 - 1) | Diafra Sakho 42e · Alhassane Keita 85e | Stade du Courbet, Luzenac Spectateurs : 2 000 Arbitrage : Abdelali Chaoui | Stade du Courbet, Luzenac Spectateurs : 2 000 Arbitrage : Abdelali Chaoui |
| 2 février 2013 19h00 | (rapport)                              |         |                                        | Stade du Courbet, Luzenac Spectateurs : 2 000 Arbitrage : Abdelali Chaoui | Stade du Courbet, Luzenac Spectateurs : 2 000 Arbitrage : Abdelali Chaoui |

| 23e journée          | FC Metz                                | 2 - 0   | US Quevilly |                                                                             |                                                                             |
| 8 février 2013 20h30 | Alhassane Keita 62e · Diafra Sakho 70e | (0 - 0) |             | Stade Saint-Symphorien, Metz Spectateurs : 6 893 Arbitrage : Romain Delpech | Stade Saint-Symphorien, Metz Spectateurs : 6 893 Arbitrage : Romain Delpech |
| 8 février 2013 20h30 | (rapport)                              |         |             | Stade Saint-Symphorien, Metz Spectateurs : 6 893 Arbitrage : Romain Delpech | Stade Saint-Symphorien, Metz Spectateurs : 6 893 Arbitrage : Romain Delpech |

| 24e journée           | US Créteil-Lusitanos                               | 2 - 0   | FC Metz |                                                                                        |                                                                                        |
| 15 février 2013 20h00 | Jean-Michel Lesage 51e (pen.) · Faneva Andriatsima | (1 - 0) |         | Stade Dominique-Duvauchelle, Créteil Spectateurs : 1 500 Arbitrage : Sébastien Desiage | Stade Dominique-Duvauchelle, Créteil Spectateurs : 1 500 Arbitrage : Sébastien Desiage |
| 15 février 2013 20h00 | (rapport)                                          |         |         | Stade Dominique-Duvauchelle, Créteil Spectateurs : 1 500 Arbitrage : Sébastien Desiage | Stade Dominique-Duvauchelle, Créteil Spectateurs : 1 500 Arbitrage : Sébastien Desiage |

| 25e journée           | FC Metz                                                  | 3 - 0   | ES Uzès Pont du Gard |                                                                            |                                                                            |
| 23 février 2013 19h00 | Bouna Sarr 5e · Thibaut Bourgeois 21e · Diafra Sakho 66e | (2 - 0) |                      | Stade Saint-Symphorien, Metz Spectateurs : 6 867 Arbitrage : David Mezouar | Stade Saint-Symphorien, Metz Spectateurs : 6 867 Arbitrage : David Mezouar |
| 23 février 2013 19h00 | (rapport)                                                |         |                      | Stade Saint-Symphorien, Metz Spectateurs : 6 867 Arbitrage : David Mezouar | Stade Saint-Symphorien, Metz Spectateurs : 6 867 Arbitrage : David Mezouar |

| 26e journée       | SA Spinalien      | 1 - 0   | FC Metz |                                                                             |                                                                             |
| 3 mars 2013 16h30 | Sandy Paillot 52e | (0 - 0) |         | Stade de La Colombière, Épinal Spectateurs : 2 000 Arbitrage : Floris Aubin | Stade de La Colombière, Épinal Spectateurs : 2 000 Arbitrage : Floris Aubin |
| 3 mars 2013 16h30 | (rapport)         |         |         | Stade de La Colombière, Épinal Spectateurs : 2 000 Arbitrage : Floris Aubin | Stade de La Colombière, Épinal Spectateurs : 2 000 Arbitrage : Floris Aubin |

| 27e journée       | FC Metz                                        | 3 - 0   | ÉFC Fréjus SR |                                                                               |                                                                               |
| 8 mars 2013 20h30 | Diafra Sakho 33e 58e (pen.) · Moussa Gueye 85e | (1 - 0) |               | Stade Saint-Symphorien, Metz Spectateurs : 7 757 Arbitrage : Yohann Rouinsard | Stade Saint-Symphorien, Metz Spectateurs : 7 757 Arbitrage : Yohann Rouinsard |
| 8 mars 2013 20h30 | (rapport)                                      |         |               | Stade Saint-Symphorien, Metz Spectateurs : 7 757 Arbitrage : Yohann Rouinsard | Stade Saint-Symphorien, Metz Spectateurs : 7 757 Arbitrage : Yohann Rouinsard |

| 28e journée        | Amiens SC        | 1 - 1   | FC Metz            |                                                                                |                                                                                |
| 19 mars 2013 20h00 | Hervé Lybohy 13e | (1 - 1) | Yeni N'Gbakoto 17e | Stade de la Licorne, Amiens Spectateurs : 5 000 Arbitrage : Christian Guillard | Stade de la Licorne, Amiens Spectateurs : 5 000 Arbitrage : Christian Guillard |
| 19 mars 2013 20h00 | (rapport)        |         |                    | Stade de la Licorne, Amiens Spectateurs : 5 000 Arbitrage : Christian Guillard | Stade de la Licorne, Amiens Spectateurs : 5 000 Arbitrage : Christian Guillard |

| 29e journée        | FC Metz                                | 2 - 0   | USJA Carquefou |                                                                                 |                                                                                 |
| 23 mars 2013 19h00 | Gaëtan Bussmann 30e · Moussa Gueye 77e | (1 - 0) |                | Stade Saint-Symphorien, Metz Spectateurs : 7 601 Arbitrage : Stéphanie Frappart | Stade Saint-Symphorien, Metz Spectateurs : 7 601 Arbitrage : Stéphanie Frappart |
| 23 mars 2013 19h00 | (rapport)                              |         |                | Stade Saint-Symphorien, Metz Spectateurs : 7 601 Arbitrage : Stéphanie Frappart | Stade Saint-Symphorien, Metz Spectateurs : 7 601 Arbitrage : Stéphanie Frappart |

| 30e journée        | FC Bourg-Péronnas          | 1 - 2   | FC Metz              |                                                                            |                                                                            |
| 29 mars 2013 19h30 | Johan Di Tommaso 2e (pen.) | (1 - 1) | Diafra Sakho 24e 60e | Stade municipal de Péronnas Spectateurs : 2 000 Arbitrage : Didier Falcone | Stade municipal de Péronnas Spectateurs : 2 000 Arbitrage : Didier Falcone |
| 29 mars 2013 19h30 | (rapport)                  |         |                      | Stade municipal de Péronnas Spectateurs : 2 000 Arbitrage : Didier Falcone | Stade municipal de Péronnas Spectateurs : 2 000 Arbitrage : Didier Falcone |

| 31e journée        | FC Metz            | 1 - 1   | SR Colmar          |                                                                            |                                                                            |
| 5 avril 2013 20h30 | Yeni N'Gbakoto 60e | (0 - 0) | Vincent Decker 85e | Stade Saint-Symphorien, Metz Spectateurs : 9 835 Arbitrage : Mickaël Leleu | Stade Saint-Symphorien, Metz Spectateurs : 9 835 Arbitrage : Mickaël Leleu |
| 5 avril 2013 20h30 | (rapport)          |         |                    | Stade Saint-Symphorien, Metz Spectateurs : 9 835 Arbitrage : Mickaël Leleu | Stade Saint-Symphorien, Metz Spectateurs : 9 835 Arbitrage : Mickaël Leleu |

| 32e journée         | Red Star FC | 0 - 2   | FC Metz                                 |                                                                       |                                                                       |
| 12 avril 2013 20h00 |             | (0 - 1) | Kevin Lejeune 44e · Alhassane Keita 71e | Stade Bauer, Saint-Ouen Spectateurs : 1 517 Arbitrage : Silas Billong | Stade Bauer, Saint-Ouen Spectateurs : 1 517 Arbitrage : Silas Billong |
| 12 avril 2013 20h00 | (rapport)   |         |                                         | Stade Bauer, Saint-Ouen Spectateurs : 1 517 Arbitrage : Silas Billong | Stade Bauer, Saint-Ouen Spectateurs : 1 517 Arbitrage : Silas Billong |

| 33e journée         | FC Metz            | 1 - 0   | FC Rouen |                                                                              |                                                                              |
| 20 avril 2013 18h00 | Yeni N'Gbakoto 40e | (1 - 0) |          | Stade Saint-Symphorien, Metz Spectateurs : 9 604 Arbitrage : Abdelali Chaoui | Stade Saint-Symphorien, Metz Spectateurs : 9 604 Arbitrage : Abdelali Chaoui |
| 20 avril 2013 18h00 | (rapport)          |         |          | Stade Saint-Symphorien, Metz Spectateurs : 9 604 Arbitrage : Abdelali Chaoui | Stade Saint-Symphorien, Metz Spectateurs : 9 604 Arbitrage : Abdelali Chaoui |

| 34e journée         | Paris FC  | 0 - 2   | FC Metz                                  |                                                                    |                                                                    |
| 26 avril 2013 20h00 |           | (0 - 1) | Diafra Sakho 44e · Thibaut Bourgeois 69e | Stade Charléty, Paris Spectateurs : 500 Arbitrage : Olivier Husset | Stade Charléty, Paris Spectateurs : 500 Arbitrage : Olivier Husset |
| 26 avril 2013 20h00 | (rapport) |         |                                          | Stade Charléty, Paris Spectateurs : 500 Arbitrage : Olivier Husset | Stade Charléty, Paris Spectateurs : 500 Arbitrage : Olivier Husset |

| 35e journée      | FC Metz               | 1 - 1   | CA Bastia            |                                                                                      |                                                                                      |
| 3 mai 2013 20h30 | Thibaut Bourgeois 1re | (1 - 1) | Romain Pastorelli 9e | Stade Saint-Symphorien, Metz Spectateurs : 14 075 Arbitrage : Alexandre Perreau Niel | Stade Saint-Symphorien, Metz Spectateurs : 14 075 Arbitrage : Alexandre Perreau Niel |
| 3 mai 2013 20h30 | (rapport)             |         |                      | Stade Saint-Symphorien, Metz Spectateurs : 14 075 Arbitrage : Alexandre Perreau Niel | Stade Saint-Symphorien, Metz Spectateurs : 14 075 Arbitrage : Alexandre Perreau Niel |

| 36e journée       | US Orléans LF | 0 - 2   | FC Metz              |                                                                             |                                                                             |
| 11 mai 2013 20h00 |               | (0 - 2) | Diafra Sakho 12e 33e | Stade de la Source, Orléans Spectateurs : 3 660 Arbitrage : Sylvain Palhies | Stade de la Source, Orléans Spectateurs : 3 660 Arbitrage : Sylvain Palhies |
| 11 mai 2013 20h00 | (rapport)     |         |                      | Stade de la Source, Orléans Spectateurs : 3 660 Arbitrage : Sylvain Palhies | Stade de la Source, Orléans Spectateurs : 3 660 Arbitrage : Sylvain Palhies |

| 37e journée       | FC Metz               | 1 - 3   | AS Cherbourg                                       |                                                                             |                                                                             |
| 17 mai 2013 20h00 | Thibaut Bourgeois 44e | (1 - 0) | Florian Jegu 61e · Loïc Binet 87e · Kévin Goba 90e | Stade Saint-Symphorien, Metz Spectateurs : 18 545 Arbitrage : Cédric Cotrel | Stade Saint-Symphorien, Metz Spectateurs : 18 545 Arbitrage : Cédric Cotrel |
| 17 mai 2013 20h00 | (rapport)             |         |                                                    | Stade Saint-Symphorien, Metz Spectateurs : 18 545 Arbitrage : Cédric Cotrel | Stade Saint-Symphorien, Metz Spectateurs : 18 545 Arbitrage : Cédric Cotrel |

| 38e journée       | USBCO Boulogne             | 1 - 0   | FC Metz |                                                                                             |                                                                                             |
| 24 mai 2013 20h00 | Maurício Alves Peruchi 12e | (1 - 0) |         | Stade de la Libération, Boulogne-sur-Mer Spectateurs : 5 000 Arbitrage : Christian Guillard | Stade de la Libération, Boulogne-sur-Mer Spectateurs : 5 000 Arbitrage : Christian Guillard |
| 24 mai 2013 20h00 | (rapport)                  |         |         | Stade de la Libération, Boulogne-sur-Mer Spectateurs : 5 000 Arbitrage : Christian Guillard | Stade de la Libération, Boulogne-sur-Mer Spectateurs : 5 000 Arbitrage : Christian Guillard |

### Coupe de France
Le FC Metz a justifié son statut en se qualifiant en cinq tours pour le tour principal de la coupe de France.
Il s'est incliné face à l'OGC Nice (3-2 a.p.), malgré un beau match, avec un magnifique but signé Yeni N'Gbakoto d'une aile de pigeon. Nice fut éliminé au tour suivant par l'AS Nancy-Lorraine, elle-même éliminée en quart-de-finale.
Cette coupe fut remportée par les Girondins de Bordeaux.

#### Tableau final
|  | Quarts de finale                                | Quarts de finale                       | Quarts de finale                             | Quarts de finale                       |                       |                       | Demi-finales                         | Demi-finales                         | Demi-finales                         | Demi-finales                         |  |  | Finale                               | Finale                               | Finale                               | Finale                               |
|  |                                                 |                                        |                                              |                                        |                       |                       |                                      |                                      |                                      |                                      |  |  |                                      |                                      |                                      |                                      |
|  | 16 avril 2013 18 h 00, Stade de l'Aube          | 16 avril 2013 18 h 00, Stade de l'Aube | 16 avril 2013 18 h 00, Stade de l'Aube       | 16 avril 2013 18 h 00, Stade de l'Aube |                       |                       | 14 mai 2013 20 h 55, Stade de l'Aube | 14 mai 2013 20 h 55, Stade de l'Aube | 14 mai 2013 20 h 55, Stade de l'Aube | 14 mai 2013 20 h 55, Stade de l'Aube |  |  | 23 mai 2013 21 h 00, Stade de France | 23 mai 2013 21 h 00, Stade de France | 23 mai 2013 21 h 00, Stade de France | 23 mai 2013 21 h 00, Stade de France |
|  | 16 avril 2013 18 h 00, Stade de l'Aube          | 16 avril 2013 18 h 00, Stade de l'Aube | 16 avril 2013 18 h 00, Stade de l'Aube       | 16 avril 2013 18 h 00, Stade de l'Aube |                       |                       | 14 mai 2013 20 h 55, Stade de l'Aube | 14 mai 2013 20 h 55, Stade de l'Aube | 14 mai 2013 20 h 55, Stade de l'Aube | 14 mai 2013 20 h 55, Stade de l'Aube |  |  | 23 mai 2013 21 h 00, Stade de France | 23 mai 2013 21 h 00, Stade de France | 23 mai 2013 21 h 00, Stade de France | 23 mai 2013 21 h 00, Stade de France |
|  | ESTAC Troyes                                    | ESTAC Troyes                           | 3                                            | 3                                      |                       |                       | 14 mai 2013 20 h 55, Stade de l'Aube | 14 mai 2013 20 h 55, Stade de l'Aube | 14 mai 2013 20 h 55, Stade de l'Aube | 14 mai 2013 20 h 55, Stade de l'Aube |  |  | 23 mai 2013 21 h 00, Stade de France | 23 mai 2013 21 h 00, Stade de France | 23 mai 2013 21 h 00, Stade de France | 23 mai 2013 21 h 00, Stade de France |
|  | ESTAC Troyes                                    | ESTAC Troyes                           | 3                                            | 3                                      |                       |                       | 14 mai 2013 20 h 55, Stade de l'Aube | 14 mai 2013 20 h 55, Stade de l'Aube | 14 mai 2013 20 h 55, Stade de l'Aube | 14 mai 2013 20 h 55, Stade de l'Aube |  |  | 23 mai 2013 21 h 00, Stade de France | 23 mai 2013 21 h 00, Stade de France | 23 mai 2013 21 h 00, Stade de France | 23 mai 2013 21 h 00, Stade de France |
|  | AS Nancy-Lorraine                               | AS Nancy-Lorraine                      | 0                                            | 0                                      |                       |                       | 14 mai 2013 20 h 55, Stade de l'Aube | 14 mai 2013 20 h 55, Stade de l'Aube | 14 mai 2013 20 h 55, Stade de l'Aube | 14 mai 2013 20 h 55, Stade de l'Aube |  |  | 23 mai 2013 21 h 00, Stade de France | 23 mai 2013 21 h 00, Stade de France | 23 mai 2013 21 h 00, Stade de France | 23 mai 2013 21 h 00, Stade de France |
|  | AS Nancy-Lorraine                               | AS Nancy-Lorraine                      | 0                                            | 0                                      | ESTAC Troyes          | ESTAC Troyes          | 1                                    | 1                                    |                                      |                                      |  |  | 23 mai 2013 21 h 00, Stade de France | 23 mai 2013 21 h 00, Stade de France | 23 mai 2013 21 h 00, Stade de France | 23 mai 2013 21 h 00, Stade de France |
|  | 17 avril 2013 19 h 30, Stade Bollaert           |                                        |                                              |                                        | ESTAC Troyes          | ESTAC Troyes          | 1                                    | 1                                    |                                      |                                      |  |  | 23 mai 2013 21 h 00, Stade de France | 23 mai 2013 21 h 00, Stade de France | 23 mai 2013 21 h 00, Stade de France | 23 mai 2013 21 h 00, Stade de France |
|  |                                                 |                                        | Girondins de Bordeaux                        | Girondins de Bordeaux                  | 2                     | 2                     |                                      |                                      |                                      |                                      |  |  | 23 mai 2013 21 h 00, Stade de France | 23 mai 2013 21 h 00, Stade de France | 23 mai 2013 21 h 00, Stade de France | 23 mai 2013 21 h 00, Stade de France |
|  | RC Lens                                         | RC Lens                                | Girondins de Bordeaux                        | Girondins de Bordeaux                  | 2                     | 2                     | 2                                    | 2                                    |                                      |                                      |  |  | 23 mai 2013 21 h 00, Stade de France | 23 mai 2013 21 h 00, Stade de France | 23 mai 2013 21 h 00, Stade de France | 23 mai 2013 21 h 00, Stade de France |
|  | RC Lens                                         | RC Lens                                | 8 mai 2013 21 h 00, Parc des Sports d'Annecy |                                        |                       |                       | 2                                    | 2                                    |                                      |                                      |  |  | 23 mai 2013 21 h 00, Stade de France | 23 mai 2013 21 h 00, Stade de France | 23 mai 2013 21 h 00, Stade de France | 23 mai 2013 21 h 00, Stade de France |
|  | Girondins de Bordeaux                           | Girondins de Bordeaux                  | 3                                            | 3                                      |                       |                       |                                      |                                      |                                      |                                      |  |  | 23 mai 2013 21 h 00, Stade de France | 23 mai 2013 21 h 00, Stade de France | 23 mai 2013 21 h 00, Stade de France | 23 mai 2013 21 h 00, Stade de France |
|  | Girondins de Bordeaux                           | Girondins de Bordeaux                  | 3                                            | 3                                      | Girondins de Bordeaux | Girondins de Bordeaux | 3                                    | 3                                    |                                      |                                      |  |  |                                      |                                      |                                      |                                      |
|  | 17 avril 2013 20 h 55, Parc des Sports d'Annecy |                                        |                                              |                                        | Girondins de Bordeaux | Girondins de Bordeaux | 3                                    | 3                                    |                                      |                                      |  |  |                                      |                                      |                                      |                                      |
|  |                                                 |                                        | Évian TG FC                                  | Évian TG FC                            | 2                     | 2                     |                                      |                                      |                                      |                                      |  |  |                                      |                                      |                                      |                                      |
|  | Évian TG FC                                     | Évian TG FC                            | Évian TG FC                                  | Évian TG FC                            | 2                     | 2                     | 1 (4)tab                             | 1 (4)tab                             |                                      |                                      |  |  |                                      |                                      |                                      |                                      |
|  | Évian TG FC                                     | Évian TG FC                            |                                              |                                        |                       |                       |                                      |                                      |                                      |                                      |  |  |                                      |                                      |                                      |                                      |
|  | Paris SG                                        | Paris SG                               | 1 (1)tab                                     | 1 (1)tab                               |                       |                       |                                      |                                      |                                      |                                      |  |  |                                      |                                      |                                      |                                      |
|  | Paris SG                                        | Paris SG                               | 1 (1)tab                                     | 1 (1)tab                               | Évian TG FC           | Évian TG FC           | 4                                    | 4                                    |                                      |                                      |  |  |                                      |                                      |                                      |                                      |
|  | 16 avril 2013 20 h 50, Stade Geoffroy-Guichard  |                                        |                                              |                                        | Évian TG FC           | Évian TG FC           | 4                                    | 4                                    |                                      |                                      |  |  |                                      |                                      |                                      |                                      |
|  |                                                 |                                        | FC Lorient                                   | FC Lorient                             | 0                     | 0                     |                                      |                                      |                                      |                                      |  |  |                                      |                                      |                                      |                                      |
|  | AS Saint-Étienne                                | AS Saint-Étienne                       | FC Lorient                                   | FC Lorient                             | 0                     | 0                     | 1                                    | 1                                    |                                      |                                      |  |  |                                      |                                      |                                      |                                      |
|  | AS Saint-Étienne                                | AS Saint-Étienne                       |                                              |                                        |                       |                       |                                      | 1                                    |                                      |                                      |  |  |                                      |                                      |                                      |                                      |
|  | FC Lorient                                      | FC Lorient                             | 2                                            | 2                                      |                       |                       |                                      |                                      |                                      |                                      |  |  |                                      |                                      |                                      |                                      |
|  | FC Lorient                                      | FC Lorient                             | 2                                            | 2                                      |                       |                       |                                      |                                      |                                      |                                      |  |  |                                      |                                      |                                      |                                      |
|  |                                                 |                                        |                                              |                                        |                       |                       |                                      |                                      |                                      |                                      |  |  |                                      |                                      |                                      |                                      |

#### Les matchs
| 5e tour               | Saint-Avold Wenheck      | 0 - 6   | FC Metz                                                              |                                                                              |                                                                              |
| 13 octobre 2012 15h00 | Joueur Inconnu 81e (csc) | (0 - 1) | Yeni N'Gbakoto 5e · Maxwell Cornet 72e · Alhassane Keita 83e 85e 88e | Stade Municipal de Saint-Avold Spectateurs : 3 000 Arbitrage : Luigi Agnolin | Stade Municipal de Saint-Avold Spectateurs : 3 000 Arbitrage : Luigi Agnolin |
| 13 octobre 2012 15h00 | (rapport)                |         |                                                                      | Stade Municipal de Saint-Avold Spectateurs : 3 000 Arbitrage : Luigi Agnolin | Stade Municipal de Saint-Avold Spectateurs : 3 000 Arbitrage : Luigi Agnolin |

| 6e tour               | ESVV Sorcy | 0 - 1   | FC Metz            |                                                                           |                                                                           |
| 27 octobre 2012 15h00 |            | (0 - 0) | Maxwell Cornet 61e | Stade Municipal de Sorcy Spectateurs : 0 Arbitrage : Sébastien Vaudeville | Stade Municipal de Sorcy Spectateurs : 0 Arbitrage : Sébastien Vaudeville |
| 27 octobre 2012 15h00 | (rapport)  |         |                    | Stade Municipal de Sorcy Spectateurs : 0 Arbitrage : Sébastien Vaudeville | Stade Municipal de Sorcy Spectateurs : 0 Arbitrage : Sébastien Vaudeville |

| 7e tour                | ASC Biesheim                            | 2 - 6   | FC Metz                                                                           |                                                                             |                                                                             |
| 17 novembre 2012 18h00 | Samir Guendouz 75e · Loic Woelfflin 75e | (0 - 5) | Diafra Sakho 12e 22e 38e 90e · Alhassane Keita 30e (pen.) 69e · Kevin Lejeune 35e | Stade Municipal de Biesheim Spectateurs : 800 Arbitrage : Alexandre Mercier | Stade Municipal de Biesheim Spectateurs : 800 Arbitrage : Alexandre Mercier |
| 17 novembre 2012 18h00 | (rapport)                               |         |                                                                                   | Stade Municipal de Biesheim Spectateurs : 800 Arbitrage : Alexandre Mercier | Stade Municipal de Biesheim Spectateurs : 800 Arbitrage : Alexandre Mercier |

| 8e tour               | Olympique Les Mureaux FC | 0 - 1   | FC Metz            |                                                                                            |                                                                                            |
| 9 décembre 2012 14h00 |                          | (0 - 0) | Yeni N'Gbakoto 72e | Stade Aimé-Bergeal, Mantes-la-Ville Spectateurs : 1 100 Arbitrage : Alexandre Perreau Niel | Stade Aimé-Bergeal, Mantes-la-Ville Spectateurs : 1 100 Arbitrage : Alexandre Perreau Niel |
| 9 décembre 2012 14h00 | (rapport)                |         |                    | Stade Aimé-Bergeal, Mantes-la-Ville Spectateurs : 1 100 Arbitrage : Alexandre Perreau Niel | Stade Aimé-Bergeal, Mantes-la-Ville Spectateurs : 1 100 Arbitrage : Alexandre Perreau Niel |

| 32e de finale        | FC Metz                                                           | 2 - 3   | OGC Nice                                     |                                                                               |                                                                               |
| 6 janvier 2013 14h15 | Gregory Proment 22e · Yeni N'Gbakoto 54e · Thibaut Bourgeois 114e | (1 - 0) | Neal Maupay 27e · Valentin Eysseric 89e 107e | Stade Saint-Symphorien, Metz Spectateurs : 8 120 Arbitrage : Alexandre Castro | Stade Saint-Symphorien, Metz Spectateurs : 8 120 Arbitrage : Alexandre Castro |
| 6 janvier 2013 14h15 | (rapport)                                                         |         |                                              | Stade Saint-Symphorien, Metz Spectateurs : 8 120 Arbitrage : Alexandre Castro | Stade Saint-Symphorien, Metz Spectateurs : 8 120 Arbitrage : Alexandre Castro |

### Coupe de la Ligue
Le FC Metz a effectué un joli parcours en Coupe de la Ligue. Alors en National, les grenats éliminent durant les deux premiers tours deux équipes de Ligue 2 avant de tomber contre Bastia, pensionnaire de Ligue 1. Bastia fut éliminée par le LOSC en quart-de-finale.
Cette coupe fut remportée par l'AS Saint-Étienne.

#### Tableau final
|  | Quarts de finale                                       | Quarts de finale                                  | Quarts de finale                                      | Quarts de finale                                  |                  |                  | Demi-finales                                     | Demi-finales                                     | Demi-finales                                     | Demi-finales                                     |  |  | Finale                                 | Finale                                 | Finale                                 | Finale                                 |
|  |                                                        |                                                   |                                                       |                                                   |                  |                  |                                                  |                                                  |                                                  |                                                  |  |  |                                        |                                        |                                        |                                        |
|  | 27 novembre 2012 20 h 55, Stade Geoffroy-Guichard      | 27 novembre 2012 20 h 55, Stade Geoffroy-Guichard | 27 novembre 2012 20 h 55, Stade Geoffroy-Guichard     | 27 novembre 2012 20 h 55, Stade Geoffroy-Guichard |                  |                  | 15 janvier 2013 20 h 55, Stade Geoffroy-Guichard | 15 janvier 2013 20 h 55, Stade Geoffroy-Guichard | 15 janvier 2013 20 h 55, Stade Geoffroy-Guichard | 15 janvier 2013 20 h 55, Stade Geoffroy-Guichard |  |  | 20 avril 2013 21 h 00, Stade de France | 20 avril 2013 21 h 00, Stade de France | 20 avril 2013 21 h 00, Stade de France | 20 avril 2013 21 h 00, Stade de France |
|  | 27 novembre 2012 20 h 55, Stade Geoffroy-Guichard      | 27 novembre 2012 20 h 55, Stade Geoffroy-Guichard | 27 novembre 2012 20 h 55, Stade Geoffroy-Guichard     | 27 novembre 2012 20 h 55, Stade Geoffroy-Guichard |                  |                  | 15 janvier 2013 20 h 55, Stade Geoffroy-Guichard | 15 janvier 2013 20 h 55, Stade Geoffroy-Guichard | 15 janvier 2013 20 h 55, Stade Geoffroy-Guichard | 15 janvier 2013 20 h 55, Stade Geoffroy-Guichard |  |  | 20 avril 2013 21 h 00, Stade de France | 20 avril 2013 21 h 00, Stade de France | 20 avril 2013 21 h 00, Stade de France | 20 avril 2013 21 h 00, Stade de France |
|  | AS Saint-Étienne                                       | AS Saint-Étienne                                  | 0 (5)tab                                              | 0 (5)tab                                          |                  |                  | 15 janvier 2013 20 h 55, Stade Geoffroy-Guichard | 15 janvier 2013 20 h 55, Stade Geoffroy-Guichard | 15 janvier 2013 20 h 55, Stade Geoffroy-Guichard | 15 janvier 2013 20 h 55, Stade Geoffroy-Guichard |  |  | 20 avril 2013 21 h 00, Stade de France | 20 avril 2013 21 h 00, Stade de France | 20 avril 2013 21 h 00, Stade de France | 20 avril 2013 21 h 00, Stade de France |
|  | AS Saint-Étienne                                       | AS Saint-Étienne                                  | 0 (5)tab                                              | 0 (5)tab                                          |                  |                  | 15 janvier 2013 20 h 55, Stade Geoffroy-Guichard | 15 janvier 2013 20 h 55, Stade Geoffroy-Guichard | 15 janvier 2013 20 h 55, Stade Geoffroy-Guichard | 15 janvier 2013 20 h 55, Stade Geoffroy-Guichard |  |  | 20 avril 2013 21 h 00, Stade de France | 20 avril 2013 21 h 00, Stade de France | 20 avril 2013 21 h 00, Stade de France | 20 avril 2013 21 h 00, Stade de France |
|  | Paris SG                                               | Paris SG                                          | 0 (3)tab                                              | 0 (3)tab                                          |                  |                  | 15 janvier 2013 20 h 55, Stade Geoffroy-Guichard | 15 janvier 2013 20 h 55, Stade Geoffroy-Guichard | 15 janvier 2013 20 h 55, Stade Geoffroy-Guichard | 15 janvier 2013 20 h 55, Stade Geoffroy-Guichard |  |  | 20 avril 2013 21 h 00, Stade de France | 20 avril 2013 21 h 00, Stade de France | 20 avril 2013 21 h 00, Stade de France | 20 avril 2013 21 h 00, Stade de France |
|  | Paris SG                                               | Paris SG                                          | 0 (3)tab                                              | 0 (3)tab                                          | AS Saint-Étienne | AS Saint-Étienne | 0 (7)tab                                         | 0 (7)tab                                         |                                                  |                                                  |  |  | 20 avril 2013 21 h 00, Stade de France | 20 avril 2013 21 h 00, Stade de France | 20 avril 2013 21 h 00, Stade de France | 20 avril 2013 21 h 00, Stade de France |
|  | 28 novembre 2012 18 h 45, Stade Armand-Cesari          |                                                   |                                                       |                                                   | AS Saint-Étienne | AS Saint-Étienne | 0 (7)tab                                         | 0 (7)tab                                         |                                                  |                                                  |  |  | 20 avril 2013 21 h 00, Stade de France | 20 avril 2013 21 h 00, Stade de France | 20 avril 2013 21 h 00, Stade de France | 20 avril 2013 21 h 00, Stade de France |
|  |                                                        |                                                   | LOSC Lille                                            | LOSC Lille                                        | 0 (6)tab         | 0 (6)tab         |                                                  |                                                  |                                                  |                                                  |  |  | 20 avril 2013 21 h 00, Stade de France | 20 avril 2013 21 h 00, Stade de France | 20 avril 2013 21 h 00, Stade de France | 20 avril 2013 21 h 00, Stade de France |
|  | SC Bastia                                              | SC Bastia                                         | LOSC Lille                                            | LOSC Lille                                        | 0 (6)tab         | 0 (6)tab         | 0                                                | 0                                                |                                                  |                                                  |  |  | 20 avril 2013 21 h 00, Stade de France | 20 avril 2013 21 h 00, Stade de France | 20 avril 2013 21 h 00, Stade de France | 20 avril 2013 21 h 00, Stade de France |
|  | SC Bastia                                              | SC Bastia                                         | 16 janvier 2013 21 h 00, Stade de la route de Lorient |                                                   |                  |                  | 0                                                | 0                                                |                                                  |                                                  |  |  | 20 avril 2013 21 h 00, Stade de France | 20 avril 2013 21 h 00, Stade de France | 20 avril 2013 21 h 00, Stade de France | 20 avril 2013 21 h 00, Stade de France |
|  | LOSC Lille                                             | LOSC Lille                                        | 3                                                     | 3                                                 |                  |                  |                                                  |                                                  |                                                  |                                                  |  |  | 20 avril 2013 21 h 00, Stade de France | 20 avril 2013 21 h 00, Stade de France | 20 avril 2013 21 h 00, Stade de France | 20 avril 2013 21 h 00, Stade de France |
|  | LOSC Lille                                             | LOSC Lille                                        | 3                                                     | 3                                                 | AS Saint-Étienne | AS Saint-Étienne | 1                                                | 1                                                |                                                  |                                                  |  |  |                                        |                                        |                                        |                                        |
|  | 29 novembre 2012 20 h 55, Stade de la route de Lorient |                                                   |                                                       |                                                   | AS Saint-Étienne | AS Saint-Étienne | 1                                                | 1                                                |                                                  |                                                  |  |  |                                        |                                        |                                        |                                        |
|  |                                                        |                                                   | Stade rennais                                         | Stade rennais                                     | 0                | 0                |                                                  |                                                  |                                                  |                                                  |  |  |                                        |                                        |                                        |                                        |
|  | Stade rennais                                          | Stade rennais                                     | Stade rennais                                         | Stade rennais                                     | 0                | 0                | 2                                                | 2                                                |                                                  |                                                  |  |  |                                        |                                        |                                        |                                        |
|  | Stade rennais                                          | Stade rennais                                     |                                                       |                                                   |                  |                  |                                                  |                                                  |                                                  |                                                  |  |  |                                        |                                        |                                        |                                        |
|  | ESTAC Troyes                                           | ESTAC Troyes                                      | 1                                                     | 1                                                 |                  |                  |                                                  |                                                  |                                                  |                                                  |  |  |                                        |                                        |                                        |                                        |
|  | ESTAC Troyes                                           | ESTAC Troyes                                      | 1                                                     | 1                                                 | Stade rennais    | Stade rennais    | 2                                                | 2                                                |                                                  |                                                  |  |  |                                        |                                        |                                        |                                        |
|  | 28 novembre 2012 17 h 00, Stade de la Mosson           |                                                   |                                                       |                                                   | Stade rennais    | Stade rennais    | 2                                                | 2                                                |                                                  |                                                  |  |  |                                        |                                        |                                        |                                        |
|  |                                                        |                                                   | Montpellier HSC                                       | Montpellier HSC                                   | 0                | 0                |                                                  |                                                  |                                                  |                                                  |  |  |                                        |                                        |                                        |                                        |
|  | Montpellier HSC                                        | Montpellier HSC                                   | Montpellier HSC                                       | Montpellier HSC                                   | 0                | 0                | 3                                                | 3                                                |                                                  |                                                  |  |  |                                        |                                        |                                        |                                        |
|  | Montpellier HSC                                        | Montpellier HSC                                   |                                                       |                                                   |                  |                  |                                                  | 3                                                |                                                  |                                                  |  |  |                                        |                                        |                                        |                                        |
|  | OGC Nice                                               | OGC Nice                                          | 2                                                     | 2                                                 |                  |                  |                                                  |                                                  |                                                  |                                                  |  |  |                                        |                                        |                                        |                                        |
|  | OGC Nice                                               | OGC Nice                                          | 2                                                     | 2                                                 |                  |                  |                                                  |                                                  |                                                  |                                                  |  |  |                                        |                                        |                                        |                                        |
|  |                                                        |                                                   |                                                       |                                                   |                  |                  |                                                  |                                                  |                                                  |                                                  |  |  |                                        |                                        |                                        |                                        |

#### Les matchs
| 1er tour          | FC Metz                                                     | 3 - 2   | CS Sedan Ardennes                                  |                                                                             |                                                                             |
| 7 août 2012 20h00 | Yeni N'Gbakoto 34e · Gaëtan Bussmann 74e · Diafra Sakho 90e | (1 - 2) | Florian Makhedjouf 41e · Mamadou Diallo 45e (pen.) | Stade Saint-Symphorien, Metz Spectateurs : 4 766 Arbitrage : Olivier Husset | Stade Saint-Symphorien, Metz Spectateurs : 4 766 Arbitrage : Olivier Husset |
| 7 août 2012 20h00 | (rapport)                                                   |         |                                                    | Stade Saint-Symphorien, Metz Spectateurs : 4 766 Arbitrage : Olivier Husset | Stade Saint-Symphorien, Metz Spectateurs : 4 766 Arbitrage : Olivier Husset |

| 2e tour            | FC Metz             | 1 - 0   | Tours FC |                                                                              |                                                                              |
| 28 août 2012 20h00 | Gaëtan Bussmann 83e | (0 - 0) |          | Stade Saint-Symphorien, Metz Spectateurs : 6 196 Arbitrage : Abdelali Chaoui | Stade Saint-Symphorien, Metz Spectateurs : 6 196 Arbitrage : Abdelali Chaoui |
| 28 août 2012 20h00 | (rapport)           |         |          | Stade Saint-Symphorien, Metz Spectateurs : 6 196 Arbitrage : Abdelali Chaoui | Stade Saint-Symphorien, Metz Spectateurs : 6 196 Arbitrage : Abdelali Chaoui |

| 16e de finale           | SC Bastia                                      | 3 - 0   | FC Metz   |                                                                           |                                                                           |
| 25 septembre 2012 20h00 | Toifilou Maoulida 2e 49e · Anthony Modeste 47e | (1 - 0) | 18e Bamba | Stade Armand-Cesari, Bastia Spectateurs : 2 095 Arbitrage : Olivier Thual | Stade Armand-Cesari, Bastia Spectateurs : 2 095 Arbitrage : Olivier Thual |
| 25 septembre 2012 20h00 | (rapport)                                      |         |           | Stade Armand-Cesari, Bastia Spectateurs : 2 095 Arbitrage : Olivier Thual | Stade Armand-Cesari, Bastia Spectateurs : 2 095 Arbitrage : Olivier Thual |

## Les autres équipes

### La réserve
Lors de la saison précédente en CFA, dans le groupe B, contre toute attente, la réserve du FC Metz avait lutté parmi les équipes de tête, et non parmi les potentielles relégables, alors qu'ils venaient de remonter de CFA 2. Cette année, les Grenat bis faisaient donc office de favoris dans ce groupe A.
Malgré cela, la saison fut totalement décevante, vainqueurs à seulement 7 reprises en 34 matchs. Les coéquipiers de Yohan Croizet, capitaine de l'équipe réserve des Grenats, furent logiquement rétrogradés en CFA 2 à la fin de la saison.

#### Classement final
| Rang | Équipe               | Pts | J  | G  | N  | P  | Bp | Bc | Diff |
| ---- | -------------------- | --- | -- | -- | -- | -- | -- | -- | ---- |
| 1    | USL Dunkerque        | 103 | 34 | 20 | 9  | 5  | 47 | 22 | +25  |
| 2    | FC Chambly Thelle    | 99  | 34 | 18 | 11 | 5  | 39 | 14 | +25  |
| 3    | AS Beauvais Oise     | 90  | 34 | 15 | 11 | 8  | 42 | 38 | +4   |
| 4    | US Roye-Noyon        | 84  | 34 | 12 | 14 | 8  | 39 | 35 | +4   |
| 5    | Lille OSC rés.       | 81  | 34 | 13 | 8  | 13 | 39 | 43 | -4   |
| 6    | FCM Aubervilliers    | 81  | 34 | 14 | 5  | 15 | 35 | 44 | -9   |
| 7    | FC Aregno Calvi      | 80  | 34 | 12 | 10 | 12 | 60 | 45 | +15  |
| 8    | US Ivry              | 80  | 34 | 10 | 16 | 8  | 33 | 31 | +2   |
| 9    | AC Amiens            | 78  | 34 | 13 | 5  | 16 | 38 | 44 | -6   |
| 10   | Villemomble Sports   | 78  | 34 | 10 | 14 | 10 | 37 | 39 | -2   |
| 11   | CSO Amnéville        | 78  | 34 | 13 | 8  | 13 | 50 | 42 | +8   |
| 12   | RC Lens rés.         | 77  | 34 | 12 | 7  | 15 | 42 | 46 | -4   |
| 13   | JA Drancy            | 77  | 34 | 9  | 16 | 9  | 30 | 28 | +2   |
| 14   | FC Mantois 78        | 76  | 34 | 11 | 11 | 12 | 38 | 40 | -2   |
| 15   | AS Poissy            | 74  | 34 | 9  | 13 | 12 | 40 | 45 | -5   |
| 16   | FC Metz rés.         | 66  | 34 | 7  | 11 | 16 | 33 | 47 | -14  |
| 17   | AFC Compiègne        | 66  | 34 | 7  | 12 | 15 | 30 | 42 | -12  |
| 18   | Valenciennes FC rés. | 59  | 34 | 4  | 13 | 17 | 29 | 56 | -27  |

Légende
  Clubs promus
 Clubs relégués
 rés. Équipes réserves

#### Buteurs
| Joueur              | Nombre de buts |
| ------------------- | -------------- |
| Yohan Croizet       | 8 buts         |
| Samy Kehli          | 6 buts         |
| Thibaut Bourgeois   | 3 buts         |
| Alhassane Keita     | 3 buts         |
| Jordan Coignard     | 2 buts         |
| Erwan Martin        | 2 buts         |
| Maxwell Cornet      | 2 buts         |
| Olivier Cassan      | 2 buts         |
| Herroine Moukam     | 2 buts         |
| Bouna Sarr          | 1 but          |
| Sadiq Popoola Saliu | 1 but          |
| Abdallah N'Dour     | 1 but          |

### U19

#### Championnat U19
Le groupe B, dans lequel étaient placés les Grenats juniors était composé de Sochaux, Auxerre, Nancy et le PSG, notamment. L'équipe U19 ne s'en sort pas trop mal en finissant cinquièmes du championnat, derrière Nancy, le grand rival. Malgré cette place, les  mini-Grenats ont gagné leurs deux matchs face au club du Chardon. Lucas Toussaint, Younes Bnou Marzouk, Abdoul Domingo, Théo Pierrot, Tony Mastrangelo, Heroine Moukam et Daniel O’Shaughnessy se révèlent, effectuant une saison de grande qualité. Lucas Toussaint (France), Younes Bnou Marzouk (Maroc), Tony Mastrangelo (Luxembourg) et Daniel O’Shaughnessy (Finlande) sont d'ailleurs sélectionnés dans les équipes de jeunes de leurs pays.

##### Classement final
| Rang | Équipe            | Pts | J  | G  | N | P  | Bp | Bc | Diff |
| ---- | ----------------- | --- | -- | -- | - | -- | -- | -- | ---- |
| 1    | AJ Auxerre        | 84  | 26 | 18 | 4 | 4  | 62 | 26 | +36  |
| 2    | FC Sochaux        | 80  | 26 | 16 | 6 | 4  | 46 | 18 | +28  |
| 3    | CS Sedan-Ardennes | 77  | 26 | 15 | 6 | 5  | 56 | 26 | +30  |
| 4    | AS Nancy-Lorraine | 75  | 26 | 14 | 7 | 5  | 56 | 34 | +22  |
| 5    | FC Metz           | 70  | 26 | 13 | 5 | 8  | 44 | 27 | +17  |
| 6    | JA Drancy         | 67  | 26 | 11 | 8 | 7  | 41 | 31 | +10  |
| 7    | ESTAC Troyes      | 65  | 26 | 11 | 6 | 9  | 41 | 38 | +3   |
| 8    | Stade de Reims    | 60  | 26 | 9  | 7 | 10 | 53 | 54 | -1   |
| 9    | Dijon FCO         | 59  | 26 | 9  | 6 | 11 | 28 | 28 | 0    |
| 10   | FC Mulhouse       | 57  | 26 | 9  | 4 | 13 | 38 | 52 | -14  |
| 11   | Paris SG          | 56  | 26 | 9  | 4 | 13 | 35 | 46 | -11  |
| 12   | CSO Amnéville     | 45  | 26 | 5  | 4 | 17 | 24 | 54 | -30  |
| 13   | Vesoul HS         | 42  | 26 | 3  | 7 | 16 | 25 | 65 | -40  |
| 14   | Jura Sud Foot     | 33  | 26 | 1  | 4 | 21 | 23 | 73 | -50  |

Légende
  Qualifié pour le "Tour Final"
 Clubs relégués

#### Coupe Gambarella
Vainqueurs de l'édition 2009/2010, l'équipe de jeunes du FC Metz, réputée pour son centre de formation, fait partie, comme toujours, des potentiels candidats au titre. Malheureusement, à part battre son grand vainqueur, l'AS Nancy-Lorraine, le FC Metz se fera éliminer en huitième de finale, par Valenciennes.
| 64e de finale         | Est Moselle                                  | 0 - 3   | FC Metz                  |                                                                               |                                                                               |
| 13 janvier 2013 14h30 | Younes Bnou Marzouk 52e · Abdoul Domingo 58e | (0 - 1) | Joueur Inconnu 26e (csc) | Francis Scheck, Nousseviller-Saint-Nabor Arbitrage : Romain Mannheim-Franczak | Francis Scheck, Nousseviller-Saint-Nabor Arbitrage : Romain Mannheim-Franczak |

| 32e de finale         | Jarville Jeunesse Football | 0 - 10  | FC Metz |                                                                            |                                                                            |
| 10 février 2013 15h00 |                            | (0 - 3) | Olivier Kemen 12e · Heroine Moukam 21e 70e 88e · Quentin Bur 31e 58e · Younes Bnou Marzouk 72e 85e 89e · Jérémy Quemener 80e | Stade de la Californie, Jarville-la-Malgrange Arbitrage : Mickael Gartiser | Stade de la Californie, Jarville-la-Malgrange Arbitrage : Mickael Gartiser |

| 16e de finale      | AS Nancy-Lorraine         | 1 - 2   | FC Metz                                 |                                                    |                                                    |
| 10 mars 2013 14h00 | Romain Bauchet 58e (pen.) | (0 - 1) | Maxwell Cornet 28e · Heroine Moukam 57e | Stade Marcel-Picot, Nancy Arbitrage : Romaric Vyon | Stade Marcel-Picot, Nancy Arbitrage : Romaric Vyon |

| 8e de finale       | Valenciennes FC | 1 - 0 | FC Metz |                                                                |                                                                |
| 31 mars 2013 14h00 | Lyes Houri 51e  |       |         | Stade Centre de Formation VAFC n°2 Arbitrage : Aurélien Chaton | Stade Centre de Formation VAFC n°2 Arbitrage : Aurélien Chaton |

#### Buteurs
| Joueur               | Nombre de buts |
| -------------------- | -------------- |
| Herroine Moukam      | 10 buts        |
| Younes Bnou Marzouk  | 6 buts         |
| Théo Pierrot         | 5 buts         |
| Abdoul Domingo       | 5 buts         |
| Quentin Bur          | 5 buts         |
| Vamara Sanogo        | 4 buts         |
| Lucas Toussaint      | 3 buts         |
| Cihad Onmaz          | 3 buts         |
| Bryan Nouvier        | 2 buts         |
| Tony Mastrangelo     | 2 buts         |
| Mohamed Azemi        | 2 buts         |
| Nassurdine Ousseini  | 2 buts         |
| Jérémy Quemener      | 1 but          |
| Olivier Kemen        | 1 but          |
| Maxwell Cornet       | 1 but          |
| Giuseppe Schipani    | 1 but          |
| Daniel O’Shaughnessy | 1 but          |
| Valentin Sannier     | 1 but          |
| Cheikh Houmadi       | 1 but          |

### U17

#### Championnat U17
L'équipe des moins de 17 ans du FC Metz réussit une saison d'un très haut niveau. Ils finissent premiers devant leurs rivaux de toujours, le RC Strasbourg et l'AS Nancy-Lorraine, du groupe B, et se qualifient pour le "Tour Final", où ils finiront deuxième du groupe. Guillaume Ruiz, Umut Bozok, João Teixeira, Oumar Gonzalez, Zachari Hadji et Vincent Fieck se révèlent, effectuant une saison de grande qualité.

##### Classement final
| Rang | Équipe                  | Pts | J  | G  | N  | P  | Bp | Bc | Diff |
| ---- | ----------------------- | --- | -- | -- | -- | -- | -- | -- | ---- |
| 1    | FC Metz                 | 83  | 26 | 17 | 6  | 3  | 66 | 25 | +41  |
| 2    | RC Strasbourg           | 80  | 26 | 16 | 6  | 4  | 58 | 24 | +34  |
| 3    | US Torcy                | 77  | 26 | 14 | 9  | 3  | 48 | 23 | +25  |
| 4    | Paris FC                | 73  | 26 | 14 | 5  | 7  | 50 | 42 | +8   |
| 5    | CS Sedan-Ardennes       | 72  | 26 | 14 | 4  | 8  | 41 | 39 | +2   |
| 6    | AS Nancy-Lorraine       | 68  | 26 | 11 | 9  | 6  | 53 | 27 | +26  |
| 7    | Stade de Reims          | 66  | 26 | 10 | 10 | 6  | 50 | 45 | +5   |
| 8    | ESTAC Troyes            | 62  | 26 | 9  | 9  | 8  | 41 | 23 | +18  |
| 9    | CS Brétigny             | 60  | 26 | 9  | 7  | 10 | 42 | 34 | +8   |
| 10   | US Chantilly            | 54  | 26 | 7  | 7  | 12 | 35 | 43 | -8   |
| 11   | SA Spinalien            | 50  | 26 | 7  | 3  | 16 | 32 | 54 | -22  |
| 12   | JA Drancy               | 47  | 26 | 5  | 6  | 15 | 20 | 50 | -30  |
| 13   | Olympique Saint-Quentin | 41  | 26 | 4  | 3  | 19 | 26 | 74 | -48  |
| 14   | FR Haguenau             | 34  | 26 | 2  | 2  | 22 | 18 | 77 | -59  |

Légende
  Qualifié pour le "Tour Final"
 Clubs relégués

##### Tour Final - groupe A
Le FC Metz arrivera second de son groupe, derrière l'En Avant Guingamp qui ira défier l'AS Saint-Étienne dans une finale remportée par les Verts (3-0).
| Rang | Équipe              | Pts | J | G | N | P | Bp | Bc | Diff |  | Résultats (▼ dom., ► ext.) |     |     |     |     |
| ---- | ------------------- | --- | - | - | - | - | -- | -- | ---- |  | -------------------------- | --- | --- | --- | --- |
| 1    | En Avant Guingamp   | 12  | 3 | 3 | 0 | 0 | 5  | 2  | +3   |  | EAG                        |     | 1-0 | 3-2 | 1-0 |
| 2    | FC Metz             | 7   | 3 | 1 | 1 | 1 | 4  | 3  | +1   |  | FCM                        | 0-1 |     | 2-2 | 2-0 |
| 3    | Paris Saint-Germain | 5   | 3 | 0 | 2 | 1 | 6  | 7  | -1   |  | PSG                        | 2-3 | 2-2 |     | 2-2 |
| 4    | Olympique Lyonnais  | 4   | 3 | 0 | 1 | 2 | 2  | 5  | -3   |  | OL                         | 0-1 | 0-2 | 2-2 |     |

| match 1           | FC Metz | 0 - 1 | En Avant Guingamp |                                 |                                 |
| 29 mai 2013 17h30 |         |       | Clément Moy 0e    | Stade de la Pépinière, Poitiers | Stade de la Pépinière, Poitiers |

| match 2           | Paris Saint-Germain | 2 - 2 | FC Metz                       |                                 |                                 |
| 30 mai 2013 18h30 | Jean-Kévin Augustin |       | Zachari Hadji · Vincent Fieck | Stade de la Pépinière, Poitiers | Stade de la Pépinière, Poitiers |

| match 3             | Olympique Lyonnais | 0 - 2 | FC Metz                       |                                 |                                 |
| 1er juin 2013 14h30 |                    |       | João Teixeira · Zachari Hadji | Stade de la Pépinière, Poitiers | Stade de la Pépinière, Poitiers |

#### Buteurs
| Joueur              | Nombre de buts |
| ------------------- | -------------- |
| Zachary Hadji       | 13 buts        |
| Younes Bnou Marzouk | 10 buts        |
| Umut Bozok          | 10 buts        |
| João Teixeira       | 7 buts         |
| Vincent Fieck       | 6 buts         |
| Lucas Toussaint     | 3 buts         |
| Guillaume Ruiz      | 3 buts         |
| Oumar Gonzalez      | 2 buts         |
| Jordan Steiner      | 2 buts         |
| Alexis Larrière     | 2 buts         |
| Meddhi Meddour      | 2 buts         |
| Kilian Amehi        | 1 buts         |
| Matthieu Udol       | 1 buts         |
| Olivier Kemen       | 1 buts         |
| Guillaume Kremer    | 1 buts         |
| Gauthier Hein       | 1 buts         |
| Cédric Sacras       | 1 buts         |

### Minimes
Les minimes (U15) du FC Metz participaient au Championnat de France UNSS. Ils l'ont gagné avec facilité, avec 16 buts marqués en 6 matchs, pour un seul encaissé. Le club à la Croix de Lorraine est champion de France des moins de 15 ans !
Belmin Muratovic (4 buts), Glenn Protin (3 buts), Yves Seri (2 buts), Chani Westermann (2 buts), Mirza Mustafic (2 buts), Emir Bijelic (1 but), Jules Kuhn (1 but) et Lilian Fournier (1 but) sont les buteurs Grenats.